# Julien Donada

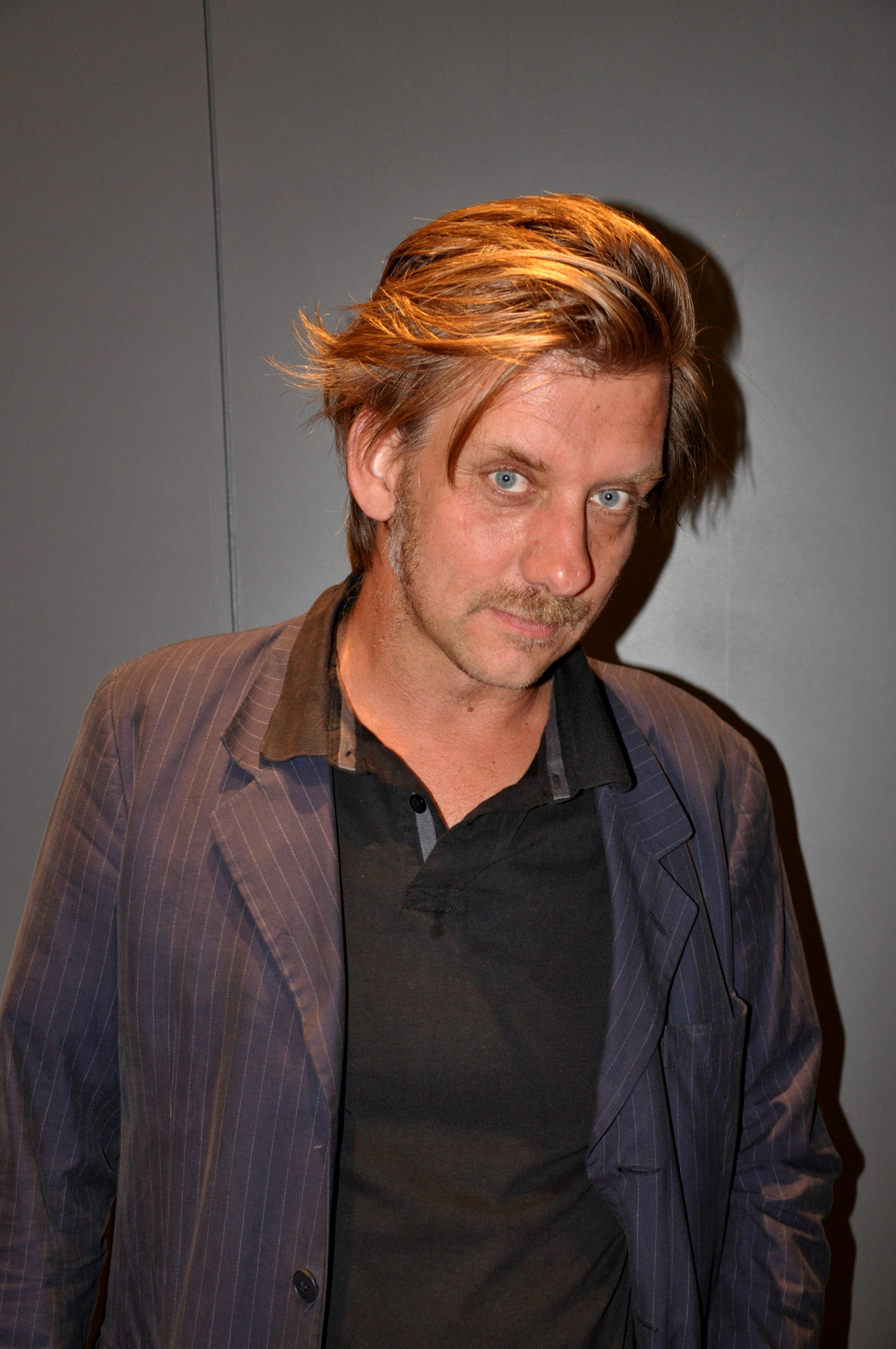
Julien Donada (2012)

Julien Donada (* 27. Juli 1969 in Antibes, Département Alpes-Maritimes) ist ein französischer Filmregisseur und Drehbuchautor.
Er begann seine Karriere als Regie-Assistent und Regisseur von Dokumentarfilmen (Herbst in Polen, Filme über Architektur). Er inszenierte Folgen der Serie Moments of Europe und eigene Spielfilme: 1994 L'Ascension, 1999 La part des choses und A propos du bunker, 2002 L' Odeur du melon dans la poubelle und 2004 A San Rémo mit Daniel Duval und Claude Jade. 2006 entstand – ebenfalls mit Daniel Duval – das Drama Beau rivage. Seine Dokumentation über die Schauspielerin Claude Jade († 2006) blieb unvollendet.